# Onycha (Alabama)
Onycha é uma cidade  localizada no estado americano do Alabama, no Condado de Covington.

## Demografia
Segundo o censo americano de 2000, a sua população era de 208 habitantes.
Em 2006, foi estimada uma população de 210, um aumento de 2 (1.0%).

## Geografia
De acordo com o United States Census Bureau, a localidade tem uma área de 2,2 km², sem área coberta por água. Onycha localiza-se a aproximadamente 89 m acima do nível do mar.

## Localidades na vizinhança
O diagrama seguinte representa as localidades num raio de 24 km ao redor de Onycha.